# Red política
Red política, redes de políticas o entramado de políticas, son términos con los cuales suele hacerse referencia a un conjunto de actores políticos (de carácter colectivo) que están interconectados y que intercambian recursos (poder, información y contactos entre otros). La metodología utilizada para su análisis deriva del Análisis de redes sociales, aunque difiere de aquel en tres aspectos claros de su objeto: 
- a) el contexto en que ocurren las relaciones de los actores (una política pública) .
- b) el flujo de recursos que ocurre entre estos (fundamentalmente poder).
- c) el carácter colectivo e institucional de los actores involucrados en el proceso.

Haciendo estricta referencia a su equivalente en español, el término policy network no cuenta con una traducción satisfactoria. Si bien podría aceptarse como “red” o “entramado” de políticas como se indicó antes, el contenido del vocablo “política” en nuestro contexto no es equivalente con exactitud, como es sabido, al del policy en el contexto del análisis político anglosajón, donde este último hace referencia, en definitiva, a un aspecto específico del fenómeno político: la política pública y no a la política en un contexto más general. Marin y Mayntz (1991) van un poco más allá cuando afirman:

“Si a menudo 'política' significa 'política pública' en los estudios de redes políticas, esto no implica que los agentes del Estado deban ser los participantes centrales o dominantes”

 (Marin y Mayntz, 1991:16, traducción libre)
Por otro lado, el análisis del policy network tampoco lleva implícito el estudio del contenido de una suerte de “red de políticas públicas”, y su objetivo no es hacer un análisis sobre el enramado de políticas públicas, entendiendo éstas como acciones gubernamentales interrelacionadas e interdependientes. Puesto que, metodológicamente hablando, el análisis de policy networks apunta hacia el estudio de los vínculos entre los actores públicos y privados de carácter colectivo que toman parte en el desarrollo de las políticas, la traducción de este término como red de políticas públicas es también insuficiente.
Hay pocas publicaciones o traducciones en castellano en las que se haya optado traducir el término, y las expresiones “entramado de política” y “redes de actores” (Gomá y Subirats, 1998) o “redes centradas en política” (Marsh y Stoker, 1995), tampoco son satisfactorias. Por estas razones, cada vez más, se observa un incremento en el uso del término “red política” al referirse a la noción descrita al inicio de este artículo. Esto permite que la idea de conexión entre actores, construcción de red y relaciones interdependientes entre los actores se conserve, y se le otorga a esta estructura una naturaleza política, en tanto que ocurren en el terreno del ejercicio de la política, a través de la toma de decisiones y la hechura de las políticas públicas, y en un contexto gubernamental, institucional y estatal específicos.